# Hey Sexy Lady
Ne doit pas être confondu avec Sexy Lady.
Singles de Shaggy
Me Julie (en)
(2002) Strength of a Woman
(2003)
Hey Sexy Lady est une chanson de Shaggy en collaboration avec Brian and Tony Gold (en). La chanson est sortie en tant que premier single extrait de l'album Lucky Day (en) sorti en 2002.
Initialement, l'album comporte deux versions de la chanson. La version de l'album et la version Org. Sting Intl. Mix en vedette avec l'artiste Sean Paul & Will Smith.

## Au cinéma
- 2013 : Les Reines du ring - bande originale

## Classement
| Classement (2003)                       | Meilleure position |
| --------------------------------------- | ------------------ |
| Allemagne (Media Control AG)            | 10                 |
| Australie (ARIA)                        | 4                  |
| Autriche (Ö3 Austria Top 40)            | 9                  |
| Belgique (Flandre Ultratop 50 Singles)  | 3                  |
| Belgique (Wallonie Ultratop 50 Singles) | 6                  |
| États-Unis (R&B/Hip-Hop Songs)          | 97                 |
| France (SNEP)                           | 5                  |
| Italie (FIMI)                           | 7                  |
| Nouvelle-Zélande (RMNZ)                 | 29                 |
| Pays-Bas (Single Top 100)               | 4                  |
| Suède (Sverigetopplistan)               | 14                 |
| Suisse (Schweizer Hitparade)            | 18                 |
| Royaume-Uni (UK Singles Chart)          | 10                 |